# 小紫
小紫（しょうし）は、648年から685年まで日本で用いられた冠位である。上から数えて6番目で、大紫の下にあたる。小紫の下の位は大錦、大花上、大錦上と変遷した。

## 解説
大化3年（647年）の七色十三階冠の制で設けられた。大紫・小紫がかぶった紫冠は、織で縁取りし、金銀の鈿で飾ったものである。服の色は浅紫を用いさせた。翌年2月に古い冠を止め、この新しい制度に移行した 。
13階中6階という順位は中程度とも思えるが、紫冠は旧冠位十二階で制度の上に超越していた大臣の冠である。小紫以上の6階は1、2人しかない大臣級に相当するという建前で導入された。その後の改正で、大化5年（649年）2月に冠位十九階の6階目、天智天皇3年（664年）2月9日に冠位二十六階の6階目と順位を変えず保たれた。
ずっと下って仁和3年（887年）に、かつて三輪子首に贈られた古の小紫位が従三位に准じるとみなされたことがある。
七色十三階冠で小紫の下は大錦であったが、大化5年（649年）の冠位十九階で小紫の下は大花上となり、天智天皇3年（664年）2月の冠位二十六階で小紫の下は大錦上となった。天武天皇14年（685年）の冠位四十八階で冠位の命名方法が一新し、小紫は廃止になった。

## 小紫の人物
小紫に任じられた人物としては、大化5年（649年）4月20日に大紫・左大臣となった巨勢徳陀古と、同じく右大臣になった大伴長徳が、昇進前に小紫であった。左右大臣である彼らより高い冠位の者はいなかったはずである。
その後長く空白が続くが、『日本書紀』には叙位に関して大紫程度の高位でも漏れがあるので、小紫にも漏れがないとは限らない。とはいえ、天智天皇10年（671年）に蘇我赤兄と中臣金が左右大臣に任命された時の両人の冠位は、より低い大錦上であった。小紫は天智朝の末まで大臣にあたるような高位で、叙位された人物がいたとしてもごく少数であったと思われる。
大臣が任命されなかった天武天皇の時代には、壬申の乱の功臣に死後大紫や小紫が多数贈られた。彼らは生前に地位をさほど引き上げられず、死後に破格の贈位で顕彰されたのである。生前からの小紫である美濃王は系譜不明の皇族、当麻豊浜も用明天皇の孫で、彼らは天武朝前半期の皇親政治の一翼を担った。
大紫か小紫か不明だが、奈良県で出土した金銅威奈真人大村骨蔵器に刻まれた墓誌には、威奈大村の父の鏡公が紫冠であったことが記されている。
- 巨勢徳陀古（巨勢徳多） - 大化5年（649年）4月20日まで。大紫、左大臣に任命[8]。
- 大伴長徳 - 大化5年（649年）4月20日まで。大紫、右大臣に任命[8]。
- 坂本財 - 天武天皇2年（673年）5月29日贈位。生前は大錦上[9]。
- 沙宅昭明 - 天武天皇2年（673年）閏6月6日贈位。生前は大錦下[10]。
- 三野王（美濃王） - 天武天皇2年（673年）12月17日見 - 11年（682年）3月1日見[11]。
- 百済王昌成 - 天武天皇3年（674年）1月10日贈位[12]。
- 大分恵尺 - 天武天皇4年（675年）6月23日叙位。病死の数日前[13]。
- 村国雄依（村国男依） - 天武天皇5年（676年）7月贈位。外位[14]。
- 大三輪真上田子人（三輪子首） - 天武天皇5年（676年）8月贈位。内位。（同時に名を大三輪真上田迎に改める。）[15]。
- 当麻豊浜 - 天武天皇10年（681年）2月30日没[16]。